# Morgane Tschiember
Morgane Tschiember (Brest, Finisterre, 1976) es una artista francesa. En su obra incorpora pintura, escultura, fotografía y vídeo. Reside en París.
Diplomada en la Escuela Superior de Arte de Quimper en 1999, posteriormente estudió en la Escuela Superior de Bellas Artes de Paris (2002).
En 2011 recibió el Premio Ricard para la joven creación y en 2013 el premio Sanofi.
De 2010 a 2015 ha expuesto su trabajo además de París en Nueva York, Berlín, Londres, Los Ángeles, Tokio y Zúrich.